# Antisialogogo
Los antisialogogos son fármacos que reducen la secreción de saliva. El efecto opuesto (aumento de la producción de saliva) es producido por los sialogogos. Pueden ser naturales o sintéticos según su origen.
Algunos tipos de antisialogogos son: 
- Sicatecs.
- Glicopirrolato.
- Escopolamina.
- Belladonna.
- Hyoscyamus.
- Stramonium.
- Opio.
- Álcali.
- Tabaco (en exceso).

## Antisialogogos naturales
Resultan ser la mayoría, sustancias procedentes del metabolismo secundario de ciertas plantas, sobre todo de la familia Solanaceae. Cómo las siguientes:
Se obtiene de plantas como la belladona y otras de su familia, las cuáles lo generan como alcaloide residual durante su metabolismo secundario. Nuevamente es metabolito secundario de plantas solanáceas como los beleños, la mandrágora y otras. Belladona, nuevamente de la familia Solanaceae.

### Familia Solanaceae
- Atropina, uno de los antisialogogos más populares. Actúa estimulando en primera instancia el sistema nervioso central (SNC) para posteriormente deprimirlo. Y decrementa secreciones bronquiales además de las salivales. Se obtiene de plantas como la belladona y otras de su familia, las cuáles lo generan como alcaloide residual durante su metabolismo secundario.
- Escopolamina, hioscina o en la cultura popular, la temida burundanga. Nuevamente es metabolito secundario de plantas solanáceas como los beleños, la mandrágora y otras.
- Belladona, nuevamente de la familia Solanaceae.
- Hyoscyamus o beleño
- El estramonio o Stramonium

### Otros
- Opio, obtenido del desecamiento del jugo de las cabezas de las adormideras verdes.
- Tabaco, lamentablemente no requiere descripciones, pero sí, en efecto en su forma sobrante también actúa como antisialogogo.

## Antisialogogos sintéticos
- Glicopirrolato, el único agente sintético de la lista. Fue sintetizado en 1960 por Bernard V. Franko y Carl D. Lunsford luego de intentar dar con un fármaco análogo a la atropina pero sin los efectos secundarios que esta poseía.